# Netjer-duai
Netjer-duai (auch Seba-dja) ist der altägyptische Name einer seit dem Alten Reich belegten Himmelsgottheit. In der altägyptischen Mythologie und altägyptischen Astronomie bezeichnete Netjer-duai den Planeten Venus.

## Altes Reich
Im Alten Reich fungierte Netjer-duai einerseits als Begleiter sowie Wegbereiter des verstorbenen Königs (Pharao) bei seinem Himmelsaufstieg; andererseits symbolisierte Netjer-duai den verstorbenen König, der im Auftrag von Anubis, Vorsteher der Gotteshalle, als Morgenstern hinabsteigen soll. Später führte Netjer-duai unter anderem den Beinamen Der inmitten von Sechet-iaru ist.
Der verstorbene König gehörte zu den Nechechu, die im Gefolge des Morgensterns leuchten.
In dieser Epoche übernahm der König als Netjer-duai die Erscheinungsform des göttlichen Falken, des Wadjadj-Vogels, der vom Himmel geboren wird (Wadjadj-mes-pet) und des Hor-duati (Horus des Jenseits):

„(Netjer-duai als Hor-duati): Über den windigen und gefluteten Weg des Wassers setzte ich über zum östlichen Horizont zu Harachte. Erzähle man gute Dinge über mich bei Nehebkau. Frohlockt über mich, (denn) so bin ich gerechtfertigt. Re nimmt mich (danach) zu sich in den östlichen Himmel als Hor-duati / Hor-duaiti (morgendlicher Horus), der den Himmel erleuchtet.“

## Darstellungen
Ikonografische Darstellungen sind erst in der griechisch-römischen Zeit belegt. So ist er als sechsbeiniger Vogel mit vier Flügeln sowie einem schlangenförmigen Schnabel zu sehen. Eine ähnliche Abbildung existiert im Zusammenhang mit Sebeg (Merkur), weshalb Netjer-duai möglicherweise unter anderem als Doppelwesen Netjer-duai-Sebeg (Venus-Merkur) gewirkt haben könnte. Daneben trat Netjer-duai in einer Barke stehend als falkenköpfiger Gott mit einer auf dem Kopf befindlichen Sonnenscheibe auf.